# انریکه اوسز
انریکه اوسز (به اسپانیایی: Sandro Ricci) (زاده ۲۶ مهٔ ۱۹۷۴ - سانتیاگو) داور فوتبال اهل شیلی است
وی از سال ۲۰۰۵ وارد لیست بین‌المللی فیفا شده است و سابقه قضاوت در کوپا آمریکا ۲۰۱۱ را دارد، وی یکی از داوران جام جهانی فوتبال ۲۰۱۴ نیز می‌باشد.